# Јохан Фортнер
Јохан Фортнер (25. новембар 1884 — 26. фебруар 1947) био је немачки генерал-потпуковник током Другог светског рата који је командовао 718. пешадијском дивизијом од њеног формирања у мају 1941. до смењивања у марту 1943. Током његове команде, дивизија је учествовала у противгерилским операцијама широм окупиране Југославије, углавном унутар Независне Државе Хрватске. Безбедносни рат који је дивизија водила под његовом командом подразумевао је брутална и раширена масовна убиства и паљење села. Повучен је из активне службе 1944. године. Након рата, Фортнер је изручен Југославији, осуђен на суђењу за ратне злочине и погубљен.

## Биографија
Фортнер је рођен у Цвајбрикену у Краљевини Баварској 1884. године. Године 1903. придружио се 5. баварском пуку Краљевске баварске војске као фаненјункер (официрски кадет). Током Првог светског рата, Фортнер је служио на Западном фронту у 5. баварском пешадијском пуку (у саставу 4. баварске пешадијске дивизије). Рат је започео као оберлајтнант, а касније је унапређен у хауптмана, командовао је четом у свом пуку и одликован је Гвозденим крстом другог и првог реда. Заробила га је британска војска током Битке код Флер-Курсељета 15. септембра 1916. и до краја рата је остао у ратном заробљеништву.
Убрзо након што је пуштен из интернације у новембру 1919, Фортнер је прешао из Рајхсвера у Баварску државну полицију и током наредних 15 година напредовао до чина полицајца-оберста (пуковника полиције), да би се убрзо по оснивању Вермахта 1935. придружио њему у чину оберста (пуковника) и био постављен за команданта војног округа Касел.

## Други светски рат
Године 1939, Фортнер је постављен за директора обуке у Ландеку у Тиролу, Аустрија. У мају 1941. постављен је за команданта новоформиране 718. пешадијске дивизије, а у јуну исте године унапређен је у чин генерал-мајора.
Док је био стациониран у Сарајеву, Фортнер је посетио Земаљски музеј Босне и Херцеговине и захтевао од кустоса да му предају јеврејски илустровани рукопис из XIV века познат као Сарајевска хагада. Главни библиотекар музеја, Бошњак муслиман, рекао је Фортнеру да је рукопис већ предат другом немачком официру. Затим је тајно пренео рукопис у једно планинско село, где га је локални имам сакрио међу Куране у својој библиотеци. Рукопис је преживео рат и враћен је у музеј.
Између маја 1941. и јуна 1942, Фортнерова дивизија била је једина стална немачка гарнизонска јединица у Независној Држави Хрватској. Док је била под његовом командом, припадници дивизије су извршавали егзекуције Јевреја и Рома у Србији.
У новембру 1942. Фортнер је унапређен у чин генерал-потпуковника. Дана 15. марта 1943, смењен је и стављен на резервну листу генерала. Дана 31. марта 1944. пензионисан је из војне службе. Након завршетка рата, Фортнер је изручен Југославији, где му је суђено и где је проглашен кривим за убиство југословенских цивила током команде 718. пешадијском дивизијом. Осуда на смрт изречена му је 16. фебруара 1947, а обешен је мање од две недеље касније.